# Dato

Un dato por sí mismo no constituye información, es el procesamiento de los datos lo que nos proporciona información.

Un dato es una representación simbólica (numérica, alfabética, algorítmica, espacial, etc.) de un atributo o variable cuantitativa o cualitativa. Los datos describen hechos empíricos, sucesos y entidades.
Es un valor o referente que recibe el computador por diferentes medios, los datos representan la información que el programador manipula en la construcción de una solución o en el desarrollo de un algoritmo.
En el uso común, como en estadística, el dato puede hacer referencia a una colección o un conjunto de valores discretos o continuos, que contienen, cuantifican o categorizan la información de algún modo o en alguna forma (como se indicaba anteriormente, confiriéndose una representación simbólica, y cuya unidad de información es el bit).
Estos (o este) dato/s, pueden describir y codificar, pues, información relativa a cantidad, cualidad, hechos, información estadística, y otras formas básicas de unidades simbólicas y de significado. Incluso el dato puede construirse a partir de un símbolo o una serie de símbolos, para ser interpretados posteriormente, surgiendo aplicaciones como la criptografía. El dato en sí, se puede considerar como la unidad individual en el conjunto de datos. 
Los datos aisladamente pueden no contener información humanamente relevante. Solo cuando un conjunto de datos se examina conjuntamente a la luz de un enfoque, hipótesis o teoría se puede apreciar la información contenida en dichos datos. Los datos pueden consistir en números, estadísticas o proposiciones descriptivas. Los conceptos de datos, información, conocimientos y sabiduría no suelen estar interrelacionados; se considera que los datos convenientemente agrupados, estructurados e interpretados son la base de la información humanamente relevante que se puede utilizar en la toma de decisiones, la reducción de la incertidumbre o la realización de cálculos. A menudo se presenta organizando la información y conjunto de datos, en estructuras diversas, donde las tablas son una de las formas más básicas y empleadas. Los gráficos, y los dibujos o imágenes en sí, contienen datos, que al ser organizados de una forma determinada permiten su comprensión, identificación o interpretación, de modo que surja la representación visual de lo que se quiere representar, y que el cerebro humano interpretará como una imagen.
Es de empleo muy común en el ámbito informático, en general, prácticamente en cualquier investigación científica. En programación, un dato es la expresión general que describe las características de las  entidades sobre las cuales opera un algoritmo. En estructura de datos, es la parte mínima de la información. Se ha dicho que datos son el nuevo petróleo de la economía digital.
Otro campo de empleo común, es la econometría, donde el dato (o los datos) se presentan y utilizan para describir la realidad económica en un contexto particular o en un momento temporal determinado, para hacer predicciones, o representar modelos, y de forma organizada y puesta en relación con otros contextos y empleo de forma estadística o experimental, para crear teorías y modelos sociales, y para la investigación en ciencias sociales.
Como se indicaba, el dato puede representar ideas abstractas o también medidas y valores cuantitativos, medidos de forma concreta.
Los datos pueden ser recogido a través de diferentes instrumentos y de formas diversas, tales como la medición, la observación, la pregunta y cuestionario, o el análisis, y es representado típicamente como números o caracteres, que podrían ser procesados en mayor medida a posteriori. Se suele conocer al dato obtenido en un ambiente o contexto natural o in situ (sin controlar, o con reducido control sobre las variables), como datos de la investigación de campo. Y, por otro lado, cuando se obtiene de manera controlada, se denomina dato experimental, o dato a partir de la investigación experimental. Otra forma de calificación, según su naturaleza en este caso, es la información o dato cuantitativo, y el dato o información cualitativa.
Entre las diferentes formas de análisis de datos, se pueden encontrar el cálculo, el razonamiento, la discusión, la presentación, y la visualización. Cuando el dato se ofrece de manera inicial, sin analizar, ni filtrar, se suele denominar "datos en bruto" o "datos sin procesar".

## Virtualización de datos
La virtualización de datos es un enfoque para unificar datos de múltiples fuentes en una sola capa para que las aplicaciones, las herramientas de informes y los usuarios finales puedan acceder a los datos sin requerir detalles sobre la fuente original, la ubicación y las estructuras de datos.

## Dato y Ciencia
El dato puede ser visto como la unidad más pequeña de información fáctica, que puede ser empleado para el cálculo, el razonamiento, la discusión, la inferencia, la deducción, y su presentación o visualización. Cuando los datos se presentan conectados, o como unidades de información conectada en un contexto determinado, se puede denominar información. Estos datos contextualizados, y sintetizados a lo largo del tiempo y bajo el prisma del método científico normalmente, se erige o puede alcanzar el grado de conocimiento. El conocimiento se alcanza cuando se tiene o puede otorgar un elevado grado de certeza o certidumbre (a la hora de hacer predicciones, por ejemplo), o un elevado grado de certeza sin necesidad de emplear el método científico, cuando por la observación directa o la experiencia directa con la generación de la información y los datos, se alcanza un cierto grado de veracidad tal, que quien lo recibe puede considerarlo información y conocimiento al mismo tiempo, o en el mismo plano.
Los datos, como concepto general, se refieren al hecho de que alguna información o conocimiento existente se delimita, adquiere o representa, codificándolo de alguna forma adecuada para un mejor uso o para su posterior procesamiento. En este caso el sentido es inverso, y se partiría de lo general a lo específico, es decir, al análisis o adquisición del dato a partir de una estructura de realidad o información superior (es decir, se realiza la medición o aprehensión y cuantificación de un contexto o una parte determinada de la realidad).
Los avances en la informática y en las tecnologías de la información han llevado al advenimiento de los grandes conjuntos de datos ("Big Data"), que generalmente se refiere a cantidades ingentes de datos, generalmente a escala de petabytes. Mediante el empleo de métodos tradicionales de análisis de datos y computación, se hace difícil trabajar con tales conjuntos de datos y magnitudes crecientes de información (en cantidad y complejidad). Teóricamente, una cantidad de datos o de conjunto de datos infinitos producirían una información infinita, lo que imposibilitaría la extracción de conocimientos o la cuantificación definible de datos e información. En respuesta a ello, surge el campo relativamente nuevo de la ciencia de datos y la minería de datos, que utiliza métodos de adquisición y aprendizaje automático, de reforzamiento, redes neuronales y sistemas de inteligencia artificial (IA) con la finalidad de obtener, procesar, y codificar los datos, de forma que las aplicaciones eficientes de métodos analíticos y de big data, permitan hacer la transformación en información, y el manejo accesible para la interpretación, cuantificación y definición final en la construcción de conocimiento.

## Etimología y terminología
La palabra latina datos es el plural de datum, "(cosa) dada", participio pasado neutro de dare, "dar". El primer uso en inglés de la palabra "datos" se sitúa en la década de 1640. La palabra "datos" se utilizó por primera vez para referirse a "información informática transmisible y almacenable" en 1946. La expresión "procesamiento de datos" se utilizó por primera vez en 1954. Cuando "datos" se usa de manera más general como sinónimo de "información", se trata como un sustantivo masivo en forma singular. Este uso es común en el lenguaje cotidiano y en campos técnicos y científicos como el desarrollo de software y la informática. Un ejemplo de este uso es el término "big data". Cuando se usa más específicamente para referirse al procesamiento y análisis de conjuntos de datos, el término conserva su forma plural. Este uso es común en ciencias naturales, ciencias de la vida, ciencias sociales, desarrollo de software e informática, y creció en popularidad en los siglos XX y XXI. Algunas guías de estilo no reconocen los diferentes significados del término y simplemente recomiendan la forma que mejor se adapta al público objetivo de la guía. Por ejemplo, el estilo APA a partir de la séptima edición, requiere que "datos" se trate como una forma plural.

## Significado
Datos, información, conocimiento y sabiduría, son conceptos íntimamente relacionados, todos tienen su procedencia respecto a la unidad fundamental, o dato, pero cada uno tiene su rol respecto al otro, y cada término tiene su significado. De acuerdo con una visión común, los datos se recopilan y analizan; los datos solo se convierten en información adecuada para la toma de decisiones, una vez que han sido analizados de alguna manera. Se puede decir que la medida en que un conjunto de datos es informativo para alguien, depende de la medida en que sea inesperado o aporte valor o información, matices o significados nuevos, para esa persona. La cantidad de información contenida en un flujo de datos puede caracterizarse por su entropía (ver «Entropía de Shannon»).
El conocimiento puede considerarse como la consciencia o el nivel de consciencia con respecto a su entorno, que posee alguna entidad, mientras que los datos simplemente comunican o forman parte ese conocimiento (componiendo, posiblemente, primero, lo que se conoce como «información»). Por ejemplo, la entrada en una base de datos que especifica la altura del Monte Everest, puede ser un dato que comunica un valor medido con mayor o menor precisión. Esta medida puede incluirse en un libro junto con otros datos sobre el Monte Everest, o junto con la altura de otras montañas, para describir la montaña de una manera útil para aquellos que deseen decidir cuál es el mejor método para escalarla, o conocer, de manera comparativa, la altura de la diferentes montañas de la cordillera del Himalaya, o de diferentes montañas clasificadas por su altura. Ser consciente de su altura, con respecto a otras montañas, o con respecto a la dificultad de escalarla, en función del dato aportado, y de otras características representadas por estos datos (incluyendo la información que se genera a partir de la comparativa) es conocimiento. Los datos aislados dirían poco, pero en el momento en el que se pusieron en comparación, o se destinaron a un propósito y se analizaron (o se reflexionó sobre sus significados) comenzaron a alcanzar el grado de «información». Las características asociadas, o que pueden aportar diferentes escaladores, la información asociada en las bases de datos, o una persona autóctona dedicada a la asistencia o "sherpa", harían que alcanzara el nivel de «conocimiento» (consciencia del o de los significados asociado/s, e información útil para hacer de aquellos datos un grado elevado de consciencia, o un nivel de consciencia superior).
A menudo se supone que los datos son el concepto menos abstracto (debido a que es menos subjetivo, o se encuentra más aislados de relaciones y asociaciones que darían lugar a los siguientes grados, en el sentido anteriormente expuesto). La información, por tanto, sería el siguiente menos abstracto, y el conocimiento el más abstracto. Desde este punto de vista, los datos se convierten en información por asociación, relación, interpretación,y aplicación o función. Por ejemplo, como se indicaba la altura del Monte Everest generalmente se considera "datos", un libro sobre las características geológicas del Monte Everest puede considerarse "información", y una guía para escaladores que contiene información práctica sobre la mejor manera de llegar a la cima del Monte Everest puede considerarse "conocimiento". El concepto de "Información" tiene una diversidad de significados que van desde el uso cotidiano hasta el uso técnico. Sin embargo, también se ha argumentado que este punto de vista invierte la forma en que los datos emergen de la información y la información del conocimiento. En términos generales, el concepto de información está estrechamente relacionado con las nociones de restricción, comunicación, control, datos, forma, instrucción, conocimiento, significado, estímulo mental, patrón, percepción y representación. Beynon-Davies utilizó el concepto de «signo» para diferenciar entre datos e información; los datos, pues, serían una serie de símbolos o signos (codificación), mientras que la información ocurriría cuando los símbolos se utilizan o usan, de forma relacionada, aportándole significado más allá de su valor, o mediante interpretación, para referirse a algo, o para una finalidad determinada.
Antes del desarrollo de dispositivos y máquinas informáticas, las personas tenían que recopilar datos manualmente, organizarlos y registrarlos, generando frecuentemente patrones. Desde el desarrollo de dispositivos y máquinas informáticas, estos dispositivos también pueden recopilar datos, y muchas veces se previene las aproximaciones que dan lugar a errores de gran magnitud y en ocasiones catastróficos, acorde al trabajo de Lorenz. En la década de 2010, ordenadores, y diferentes sistemas de computadoras, se utilizaban ampliamente en muchos campos para recopilar datos y clasificarlos o procesarlos, en diferentes disciplinas que iban desde el marketing, el análisis del uso de los servicios sociales por parte de la ciudadanía, hasta la investigación científica. Estos patrones en los datos se ven como información que se puede utilizar para mejorar el conocimiento. Estos patrones pueden interpretarse como "verdad" (aunque "verdad" puede ser un concepto subjetivo), y pueden autorizarse como criterios estéticos y éticos en algunas disciplinas o culturas para su empleo y su clasificación como información, y como conocimiento. Los eventos que dejan restos físicos o virtuales perceptibles se pueden rastrear a través de los datos, sin embargo las marcas ya no se consideran datos una vez que se rompe el vínculo entre la marca y la observación.